# Santiago da Ribeira de Alhariz
Santiago da Ribeira de Alhariz is een plaats (freguesia) in de Portugese gemeente Valpaços en telt 835 inwoners (2001).